# Skolickie Jezioro
Skolickie Jezioro – jezioro w woj. warmińsko-mazurskim, w powiecie olsztyńskim, w gminie Świątki, leżące na terenie Pojezierza Olsztyńskiego.
Brzegi porośnięte są drzewami, głównie olchą. Odpływ znajduje się w części zachodniej zbiornika, ciekiem bez nazwy długości 0,45 km do rzeki Pasłęki.
Na zbiorniku znajduje się wyspa porośnięta drzewami 0,8 ha.

## Dane morfometryczne
Powierzchnia zwierciadła wody według różnych źródeł wynosi od 38,9 ha do 40,0 ha.
Zwierciadło wody położone jest na wysokości 80,1 m n.p.m. Średnia głębokość jeziora wynosi 3,6 m, natomiast głębokość maksymalna 9,8 m.

## Hydronimia
Według urzędowego spisu opracowanego przez Komisję Nazw Miejscowości i Obiektów Fizjograficznych (KNMiOF) nazwa tego jeziora to Skolickie Jezioro. W różnych publikacjach i na mapach topograficznych jezioro to występuje pod nazwą Skolity.